# Chaetodermis penicilligerus
A Chaetodermis penicilligerus sugarasúszójú halak (Actinopterygii) osztályának a gömbhalalakúak (Tetraodontiformes) rendjébe, ezen belül a vérteshalfélék (Monacanthidae) családjába tartozó faj.
Nemének az egyetlen faja.

## Előfordulása
A Chaetodermis penicilligerus előfordulási területe az Indiai- és a Csendes-óceánok határa. Főleg Malajzia és Indonézia tengervizeiben lelhető fel; de Dél-Japántól Észak-Ausztráliáigis megtalálható.

## Megjelenése
Ez a hal legfeljebb 31 centiméter hosszú. A hátúszóján 2 tüske és 25-26 sugár, míg a farok alatti úszóján 23-24 sugár van. A világos testén halvány szürkés függőleges, de szaggatott sávok vannak; ezeket sötét és vékony hosszanti csíkok kereszteznek. A testéből számos nyúlvány van kinőve, melyek valószínűleg a rejtőzködést segítik elő.

## Életmódja
Trópusi és tengeri hal, amely a korallzátonyokon él, általában 2-25 méteres mélységek között. Sokszor az algás és tengerifüves helyeken is megtalálható. Algákkal és kisebb gerincesekkel táplálkozik.

## Felhasználása
A húsa ehető, azonban nincs ipari mértékű halászata. Főleg az akváriumok számára fognak be belőle.

## Képek

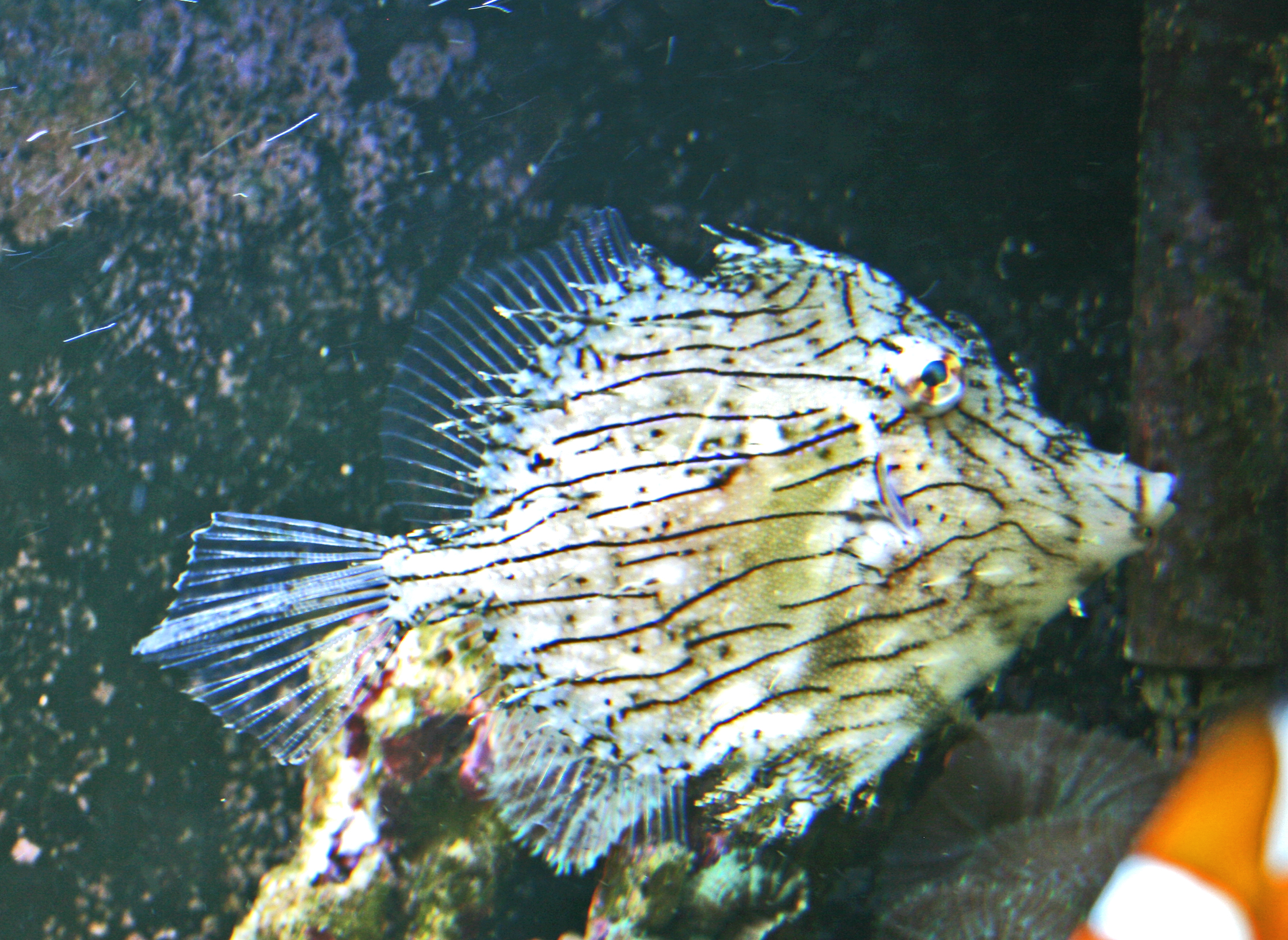
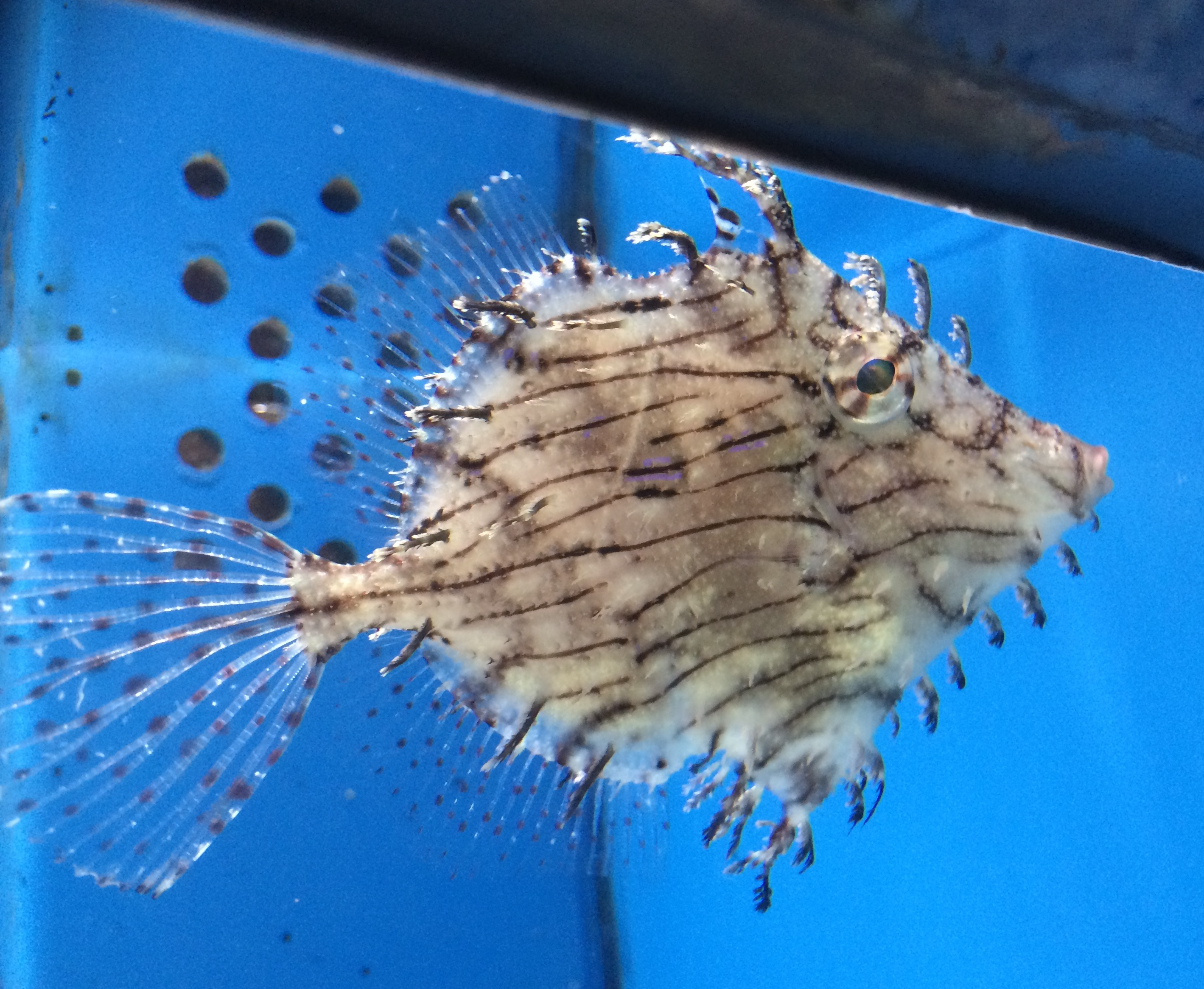
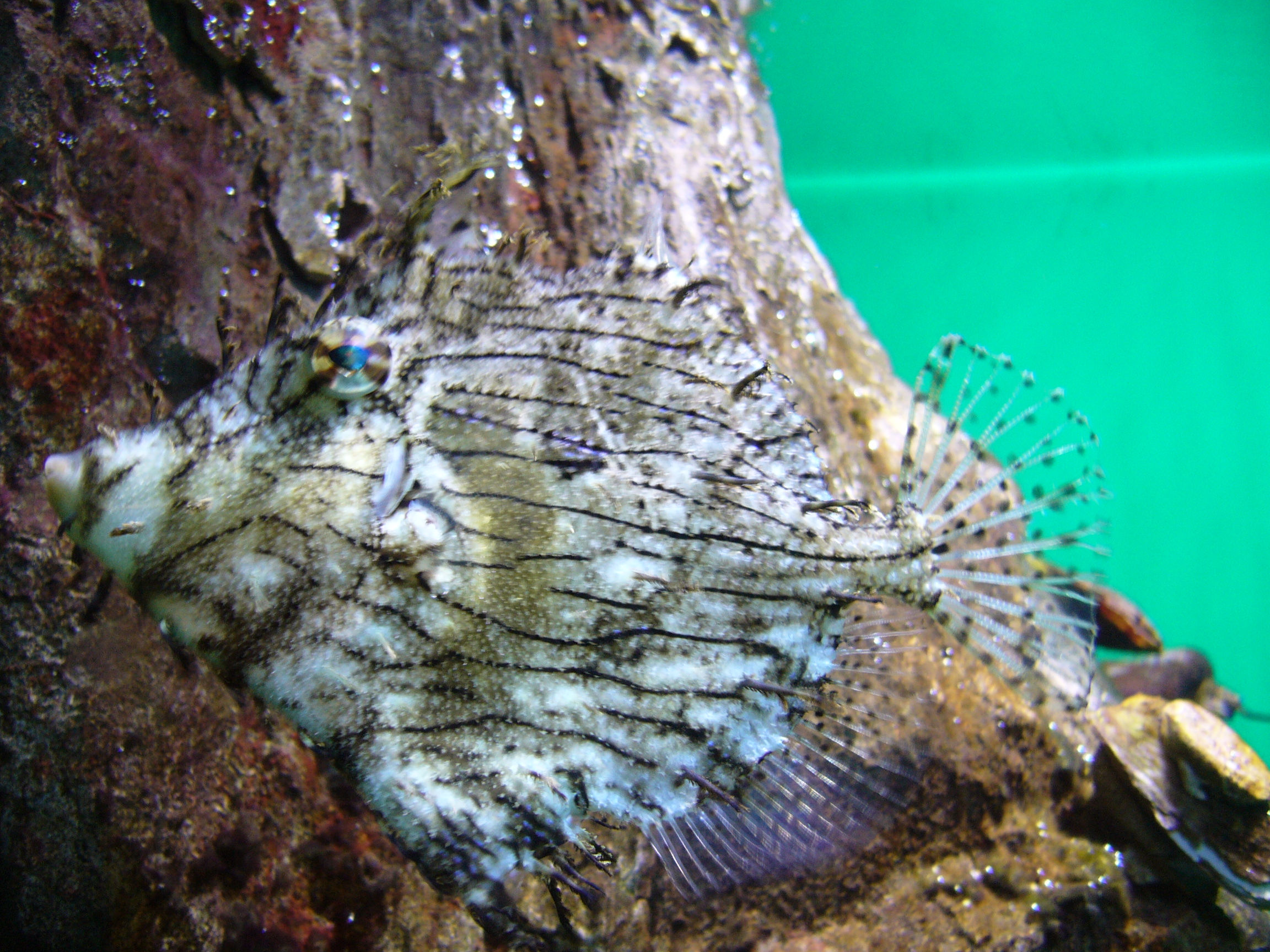
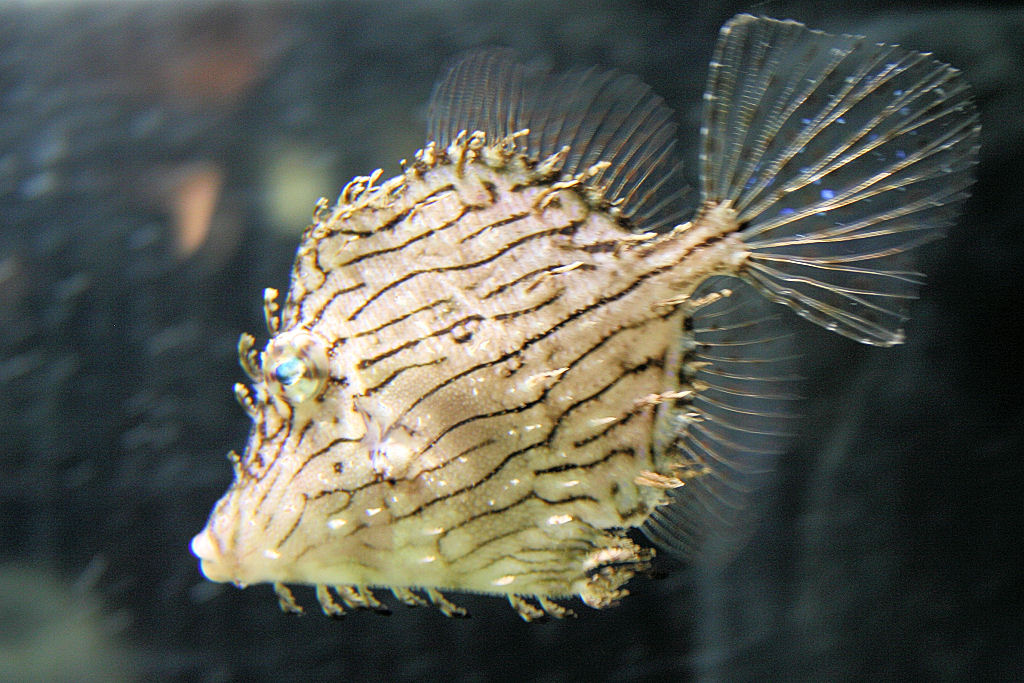